# Hot Chocolate
Gli Hot Chocolate sono stati un gruppo britannico, principalmente ricordati per il loro brano You Sexy Thing.

## Storia del gruppo
Gli Hot Chocolate sono attivi dagli anni sessanta, quando vennero formati dal giamaicano Errol Brown.
Debuttarono nel mercato discografico con una cover reggae di un brano di John Lennon Give Peace A Chance, con il quale ottengono un contratto con la Apple Records (la stessa casa discografica di Lennon, fondata dagli stessi Beatles nel 1968).
Il successo più grande lo ottengono negli anni settanta, nell'epoca della musica disco, e principalmente grazie al brano You Sexy Thing, che molti anni dopo sarà utilizzato nella colonna sonora del film Full Monty.
La formazione originale del gruppo si scioglierà definitivamente nel 1986, benché nuovi membri continuino tutt'oggi a girare l'Europa in concerto.
Nel 2003 Errol Brown ha ricevuto un'onorificenza dall'Ordine dell'Impero britannico e nel 2004 è stato premiato con l'Ivor Novello Award per il suo contributo alla musica britannica.
Il loro brano Every 1's a Winner viene utilizzato nel film Un weekend da bamboccioni (Grown Ups) in una delle scene principali. 
Nel 2012 lo stesso brano viene utilizzato nel film Frances Ha di Noah Baumbach, e nel 2013 in Anchorman 2 con Will Ferrell.

## Formazione
Il seguente elenco comprende i membri degli Hot Chocolate nel periodo di maggior attività del gruppo:
- Errol Brown - (Kingston, 12 novembre 1943 - Bahamas, 6 maggio 2015[2]) - cantante e compositore.(1969-1986)
- Tony Connor - (Romford, 6 aprile 1947) - batterista.(1969-1986)
- Larry Ferguson - (Nassau, 14 aprile 1948) - tastierista.(1969-1986)
- Harvey Hinsley - (Northampton, 19 gennaio 1948) - chitarrista.(1969-1986)
- Brian Satterwhite - (Oak Ridge, 22 marzo 1957) - cori e bassista.
- Tony Wilson - (Trinidad, 8 ottobre 1947) - bassista e compositore (1969-1975)
- Patrick Olive - (Grenada, 22 marzo 1947) - percussionista (1969-1986)
- Ian King - (1947) - batterista (1970-1973)

## Discografia

### Album in studio
- 1974 - Cicero Park
- 1975 - Hot Chocolate (#34)
- 1976 - Man to Man (#32)
- 1976 - 14 Greatest Hits (#6)
- 1978 - Every 1's a Winner (#30)
- 1979 - Going Through the Motions
- 1980 - Class
- 1979 - 20 Hottest Hits (#3)
- 1982 - Mystery (#24)
- 1983 - Love Shot
- 1987 - The Very Best of Hot Chocolate (#1)
- 1993 - Their Greatest Hits (#1)